# Batalla de Győr
La batalla de Győr (húngaro: győri csata) sucedió en 1030 cuando el emperador alemán Conrado II movilizó sus tropas contra el Reino de Hungría para someterlo como su vasallo y fue derrotado por el ejército de Esteban I de Hungría.

## Antecedentes del conflicto
Esteban I de Hungría había contraído matrimonio con Gisela de Baviera, hermana del que sería Enrique II del Sacro Imperio Romano Germánico. Por esta razón, Hungría y el Sacro Imperio marcharían en paz hasta la fecha de la muerte del emperador en 1024. El siguiente emperador, Conrado II, miembro de otra dinastía manifestó deseos de someter a Hungría como vasallo del Sacro Imperio y así, en 1030 llevó a cabo una incursión en territorio húngaro.

## La batalla
La víspera de la invasión, los húngaros quemaron y destruyeron sus propios alimentos y se retiraron hacia el este del reino. Las tropas de Conrado II se adentraron en territorio húngaro en 1030 y se vieron enfrentados a serios problemas por la escasez de alimentos y provisiones. De esta forma, los alemanes tuvieron dificultades para atravesar los pantanos y estepas del oeste de Hungría, chocando cerca de la ciudad de Győr contra las tropas húngaras (según muchos historiadores) dirigidas por Emerico, hijo del rey Esteban. La derrota fue inminente y se vieron forzados a retirarse de inmediato, siendo perseguidos por los húngaros hasta Viena. En 1031 Esteban y Conrado II firmaron un tratado de paz.